# فيصل المقداد
فيصل المقداد (5 فبراير 1954 في غصم، درعا) سياسي وديبلوماسي سوري شغل منصب نائب رئيس الجمهورية العربية السورية منذ 23 أيلول 2024 حتى سقوط النظام في 8 ديسمبر 2024. شغل قبل ذلك منصب وزير الخارجية والمغتربين في حكومتي حسين عرنوس الأولى والثانية من 22 تشرين الثاني 2020  إلى 23 أيلول 2024، ومنصب نائب وزير الخارجية والمغتربين من 1 آب 2006  إلى 22 تشرين الثاني 2020، ومنصب مندوب سوريا الدائم لدى الأمم المتحدة من 18 أيلول 2003  إلى 31 تموز 2006.

## النشأة والتعليم
وُلد فيصل المقداد في قرية غصم بمحافظة درعا عام 1954. تخرج عام 1978 من جامعة دمشق حاصلاً على درجة البكالوريوس في اللغة الإنجليزية. حصل على درجة الدكتوراه في الأدب الإنجليزي من جامعة تشارلز في براغ عام 1993. خلال فترة دراسته في جامعة تشارلز كان عضواً في الاتحاد الدولي للطلاب كما كان عضواً في المكتب التنفيذي في اتحاد شبيبة الثورة.

## المسيرة
بعد تخرجه من جامعة تشارلز، عمل فيصل المقداد في وزارة الخارجية السورية. وفي عام 1994، بدأ العمل في السلك الدبلوماسي بوزارة الخارجية كأمين أول في إدارة المنظمات والمؤتمرات الدولية. وفي عام 1995، نُقل إلى الوفد الدائم للجمهورية العربية السورية لدى الأمم المتحدة، حيثُ عمل في لجان الأمم المتحدة المختلفة.
في عام 1996، عُين نائبًا للمندوب الدائم لسوريا لدى الأمم المتحدة تحت إشراف ميخائيل وهبة. وفي عام 2003، أصبح المقداد المندوب الدائم لسوريا لدى الأمم المتحدة، وهو المنصب الذي شغله حتى عام 2006، حيث عُين نائباً لوزير الخارجية.
في 22 نوفمبر 2020، وبعد وفاة وليد المعلم، أصبح المقداد وزير الخارجية والمغتربين في سوريا. بين عامي 2023 و2024، شارك في محادثات حول التطبيع السوري التركي بعد عام 2023، كان جزءاً رئيسياً من المفاوضات والاجتماعات خلال عملية التطبيع السوري-العربي واستعادة سوريا عضويتها الكاملة في جامعة الدول العربية.
عُيّن نائب رئيس الجمهورية لشؤون السياسة الخارجية والإعلامية في 23 سبتمبر 2024. وفي 10 أكتوبر 2024، أدى فيصل المقداد اليمين الدستورية أمام الرئيس بشار الأسد كنائب جديد لرئيس الجمهورية.

## الحرب الأهلية السورية
نفى فيصل المقداد الاتهامات المتعلقة بقمع المحتجين بعد اندلاع الثورة السورية. وفي مقابلات مع وسائل إعلام غربية وعربية حول الثورة، تحدث داعمًا لبشار الأسد.
أيد المزاعم الحكومية بأن حكومته كانت تُقاتل ضد متمردين مسلحين إرهابيين. وفي عام 2013، عندما سأله مراسل بي بي سي عما إذا كانت الحكومة ستفوز بالحرب، أجاب قائلاً: «سننتصر، نحن سننتصر، نعم.» كان المقداد جزءاً من الوفد الذي يمثل الحكومة السورية في مؤتمر جنيف 2 للسلام في سوريا.
في يناير 2021، أضاف الاتحاد الأوروبي المقداد إلى قائمة العقوبات بسبب دوره خلال الثورة السورية. وتبعته المملكة المتحدة بعد شهرين، قائلة إنه «إنه يتحمل مسؤولية مشتركة عن القمع العنيف الذي يمارسه النظام السوري ضد السكان المدنيين.»

## الحياة الشخصية
فيصل المقداد متزوج ولديه ابن واحد وابنتان. اختُطف والد فيصل المقداد من قبل مسلحين في 18 مايو 2013 في قريته غصم.